# Paredón... ¿y después? (álbum)
Paredón... ¿y después? es el nombre del segundo álbum de estudio del grupo S.U.R.(Somos una Rebelión)(2016).

## Lista de canciones
| N.º      | Título                                        | Escritor(es)   | Duración |  |
| 1.       | «Rompe el silencio»                           | Gustavo Zavala | 01:44    |  |
| 2.       | «Tachas»                                      | Gustavo Zavala | 04:27    |  |
| 3.       | «Consumidor final»                            | Gustavo Zavala | 02:33    |  |
| 4.       | «Cruz diablo»                                 | Gustavo Zavala | 03:58    |  |
| 5.       | «Lluvia y bar del abrazo»                     | Gustavo Zavala | 05:00    |  |
| 6.       | «El vagón»                                    | Gustavo Zavala | 02:57    |  |
| 7.       | «Antes que el diablo sepa (Que éstas muerto)» | Gustavo Zavala | 02:41    |  |
| 8.       | «Agua y sal»                                  | Gustavo Zavala | 03:30    |  |
| 9.       | «Arenas blancas»                              | Gustavo Zavala | 03:56    |  |
| 10.      | «A mi manera»                                 | Gustavo Zavala | 04:17    |  |
| 11.      | «Brillo en la oscuridad»                      | Gustavo Zavala | 05:21    |  |
| 12.      | «Morena de Puerto Madryn»                     | Gustavo Zavala | 02:29    |  |
| 13.      | «El error (Cuento leído)»                     | Gustavo Zavala | 16:59    |  |
| 14.      | «El relato del error»                         | Gustavo Zavala | 03:59    |  |
| 01:03:51 |                                               |                |          |  |